# ユーザーエクスペリエンス
ユーザーエクスペリエンス（英: user experience、UX）はシステムとの出会いに由来してユーザーが得る経験である。ユーザー経験、ユーザー体験とも。
人間は経験という概念を持っている。この経験のうち、製品・サービス・人工物などの独立したシステムを対象として、人間がユーザーとしてそれらに出会い利用した経験をユーザーエクスペリエンスという。例えばコンピュータゲームというシステムに対しAさんが「広告動画を見てワクワクし、友人の体験談で興奮し、ネットで購入し、夜通し遊んで熱中し、数年後にその思い出を振り返る」という体験はUXの1例である。
よいユーザーエクスペリエンスを達成するために、ユーザビリティ工学、インタラクションデザイン、ユーザー中心設計 (UCD) あるいは人間中心設計 (HCD) などが実践される。

## 定義
日常用語としてのユーザーエクスペリエンスは「利用者の経験」「製品・サービスを使用する際の印象や体験」と定義される。
専門用語としてのユーザーエクスペリエンスには広く合意された定義が存在しない。大まかな共通認識として、「ユーザーと外部（対象物や環境）とのインタラクション」により「ユーザーの内面で心的プロセスが発生」し「結果としてユーザーが得る記憶や印象」がユーザーエクスペリエンスとされる。

### 専門用語定義例
下記はこれまでに試みられてきた定義の一部である：
- 製品、システム、サービスの利用および予期された利用のどちらかまたは両方の帰結としての人の知覚と反応。 – ISO 9241-210:2010 （インタラクティブシステムの人間中心設計） [11]
- 企業とエンドユーザーとのインタラクションの全側面。企業のサービスや製品。模範的なユーザーエクスペリエンスの第一要件は、手間や面倒なしにユーザーのニーズをきちんと満足させること。次に、所有や使用を喜びとするようなシンプルさやエレガンス。真のユーザーエクスペリエンスとは、顧客が欲しいと言っているものを提供することでもなければ、チェックリストに載っているような機能を提供することでもなく、もっとはるかに優れたものである。 – Nielsen-Norman Group [6]
- ユーザーの内的状態の帰結（性質、期待、ニーズ、同期、気分など）、設計されたシステムの特性（複雑性、目的、ユーザビリティ、機能性など）、およびインタラクションが生じる状況または環境（組織的／社会的環境、活動の有意義性、利用の自発性など）。 – Hassenzahl & Tractinsky (2006) [6]
- 我々の感覚を喜ばせる度合い、我々が製品に与える意味（意味の経験）、引き出される感覚と感情（感性的経験）を含む、ユーザーと製品との間のインタラクションから引き出される感情の全集合 – Hekkert (2006) [6]
- 製品やサービスとのインタラクション（あるいは予期されるインタラクション）および利用状況における脇役（時間、場所、ユーザーの性質など）から導き出される価値。 – Sward & MacArthur (2007) [6]
- 人が特定のデザインとインタラクションするときに得る経験の質。カップ、玩具、あるいはウェブサイトなどから、美術館や空港のような、より多く統合された経験までの幅を持ちうる。 – UXnet.org [6]

#### 批判
ISO 9241-210:2010 （インタラクティブシステムの人間中心設計） では「ユーザービリティ」という概念の意味を拡張することで「ユーザーエクスペリエンス」と同様の意味を持たせようとしているが、それではユーザビリティとユーザーエクスペリエンスの概念がうまく整理できていないのではないかという批判がある。

### 「経験」という語の多義性
「経験」という語には「過程としての経験」と「結果としての経験」という二つの意味が含まれており、発話者がどちらを意図しているのか曖昧である。この事情は英語の「エクスペリエンス」(en:Experience)でも同様である。前者を動名詞形 (experiencing) で、後者を加算名詞形 (a user experience) で表現し、原形 (experience) の語義の曖昧さを退ける場合もある。

### 日本語訳
「エクスペリエンス」の日本語訳には「経験」あるいは「体験」が用いられる。
安藤昌也は著書『UXデザインの教科書』で「経験」よりも「体験」を多用している。一方、黒須正明は「エクスペリエンス」の訳語として「経験」を選ぶ理由として、「サービスのような非持続的なもの、一回性が重要なものについては体験でもいいが、プロダクトを利用している場合のような持続的、継続的なものについては経験の方がいいと考えられる。さらにいえば、経験の方がスパンが長いから、その中には(複数の)体験が含まれている、とも考えられ、一般的な表現を考えるなら経験でいいのではないかと思われる」と説明している。

## 分類
UXは以下の観点から分類できる。

### 期間
UXは期間に基づいて以下の3つに分類できる。
- 一時的UX（英: momentary UX）
- エピソード的UX（英: episodic UX）
- 累積的UX（英: cumulative UX）

例えば遊園地で遊ぶUXを考える。遊園地に入場しジェットコースターに乗ると「ゆっくりと坂を登りドキドキする」という一時的UXが発生し、コースターが坂を駆け下り乗り終わるとライド全体を1つのエピソードとして「スリル満点で楽しかった」というエピソード的UXが発生する。その後様々なアトラクションを体験し、遊園地を出た帰り道には全てのUXの積み重ねとして「満足感のあるいい休日になった」という累積的UXが発生する。
長い期間のUXは必ずしも短期間UXの総和とはならない。「あの瞬間は辛かったけど今となってはいい思い出」という体験は、負の一時的UXが発生しているにも関わらず累積的UXが正である例である。このことはUX設計・評価における期間の重要性を示している。

### 予期と実体験
UXはそれが想像・予期されたものか実体験かで二分できる。前者を予期的UX（英: anticipated UX）という。
人間はこれからおこなわれるであろう体験を想像できる。それにより実体験よりも前に想像の中で体験が発生する。これが予期的UXである。例えば遊園地の広告を見ることで、ジェットコースターが登るドキドキ感・ライド全体のスリル・遊園地の満足感といったUXを想像上で予期し体感できる。

## 要素

### 外部

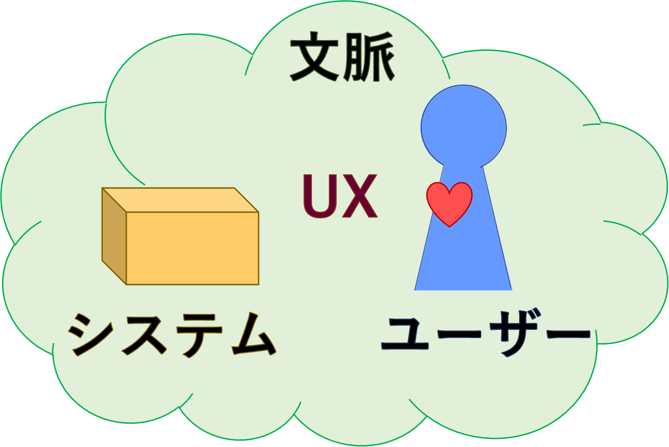
UXに影響を与える要素

個人の内面に発生するUXはそれを取り巻く要素から影響を受ける。これらの要素は3つに大別される。
- 文脈: 社会的（例: 周囲の人）、物理的（例: 利用場所）、時間的（例: 前後のスケジュール）、環境的（例: 類似システム）
- ユーザー: モチベーション、期待、雰囲気、記憶・経験、精神状態、身体状態
- システム: 品質、ブランドイメージ、状態（例: 使い込みによるくたびれ）

例えば「爽快感がウリのゲーム（システム）」から得る面白さ（UX）はそのゲームを
- 「友人達の中で流行っていて（文脈）」「発売前から個人的に期待していた（ユーザー）」状態
- 「周りの評判が悪く（文脈）」「友人に言われて付き合いで仕方ない（ユーザー）」状態

のどちらの状態で遊ぶかで全く異なる。このようにUXはシステムの品質のみならず、それを取り巻く文脈・ユーザーの状態に大きく影響を受ける。UXは個人の内面に発生する現象であり直接は触れないが、UXを取り巻く要素を変化させることでUXも変化する。

### 内部
UXはシステムに触れたユーザーの内部に生じる全てとも言える。この大きなUXは複数の内部要素から成る。例えば「お好み焼き屋での食事」という大きな体験は「自分で生地を焼いた経験」「ソースの甘味」「食後の満足感」など様々な要素が合わさったものである。含まれる要素を明らかにすることで解像度の高いUX理解と細やかなデザインが可能になる。
UXを構成する側面の分割例として "UXハニカム"（英: user experience honeycomb）がある。この分類ではUXを Useful / Usable / Desirable / Findable / Accessible / Credible / Valuableの7側面に分割する。この分類を用いると「使い勝手がいいし簡単に見つかって良かったけどどうにも信用できない感じ」という風にUXを整理できる。
しばしば評価される要素には感情面以外に審美性、モチベーション、存在感、エンゲージメント、魅力、満足などが挙げられる。

## 評価
ユーザーエクスペリエンスは人間の内部に発生する心理的現象である。どのようなUXが発生したかを知る（評価・計測する）様々な方法がある。

### 状況
システムが与えるUXの評価では文脈・ユーザを考慮した方法が求められる。
UXはシステムの品質特性だけでなくユーザー特性や利用状況にも左右される。したがって、実際の利用状況とは異なり実験室等で実施されるユーザビリティテストは、UXの評価手法にならない。例えば、あるユーザーが自身で代金を負担して購入したうえで製品を利用する場合と、テストモニターとして実験室に招聘されて無料で試用する場合とでは「うれしさ」「好ましさ」「反復利用への意欲」などのUXが異なると考えられる。
また「自宅の不用品を片付けるアプリ」のUXを評価するには、実験室にいながら自宅の様子を想像しながらアプリを利用するという経験を評価するよりも、実際に自宅で不用品を探しながらアプリを利用する経験を評価するほうが、より実際の利用状況におけるUXを評価していることになる。
実環境下での評価手法として民族誌（エスノグラフィー）や文化人類学におけるフィールドワークの手法が利用される。例えば以下の観察手法がある。
- フライ・オン・ザ・ウォール：調査対象者の行動に関与せず極力客観的に観察する手法
- シャドウイング：調査対象者の「影」のように寄り添い追跡することで、調査対象者の体験を追体験しようとする手法
- 参与観察：調査者もその場に参加し、調査対象者と一緒に事物を経験する

### 期間
UX評価にはその期間という視点が重要である。例えばエピソード的UX・累積的UXは長期にわたる利用や回顧を通じてユーザーの内面において形成された印象も含むため、短時間のUX評価では検証できない事項がある。
この長期的な（累積的な）ユーザーエクスペリエンスを、ユーザー本人ではない専門家が推察して評価することには、ほとんど何の正当性もない。長期的なユーザーエクスペリエンスの評価においては、実際のユーザーを対象とした評価の実施が不可欠である。
長期的なUXの評価手法には以下が挙げられる。
- 回顧的評価： ユーザーに購入前から現在に至るまでの出来事と、それについての印象を語ってもらい、それを分析する手法
- ロギング： ユーザーに対して侵襲的にならないよう行動データを収集し、それを分析する手法
- ネット・プロモーター・スコア(NPS)： 「この会社（あるいは製品、サービス、ブランド）を友人や同僚に薦める可能性はどのくらいありますか？」という質問への11段階尺度の回答を用いる定量的評価手法

## デザイン
ユーザーエクスペリエンスデザイン（英: user experience design）は良いユーザーエクスペリエンスを達成するための設計・その手法である。UXデザイン、UX設計とも。UXデザインを行う者はUXデザイナーと呼ばれている。
UXは個々人の内面に発生する現象である。それと同時に、製品などのシステムは発生してほしいUXを設計思想・メッセージ・バリューとして持っている。意図するUXを定めそれを引き起こす要素を検討し良いUXを実現しようとする設計・その指針をUXデザインという。
実務的にはユーザー中心設計 (UCD) あるいは人間中心設計 (HCD) とほぼ同義である。つまり、「ユーザーエクスペリエンスのデザイン」という固有のデザイン分野があるとはみなされていない。というのも、2010年の ISO 9241-210:2010 （インタラクティブシステムの人間中心設計） において、「人間中心設計プロセスを実施する目的はよいユーザーエクスペリエンスの達成である」という考え方が示され、それがある程度受け入れられているからである。〔※歴史を参照のこと〕。HCDに基づいたデザインプロセスの例としてISO 9241-210が挙げられる。
UXデザインの思想は幅広いデザインにおいて実践される。例えばウェブ・UI・マンマシンインタフェース・インダストリアル・コミュニケーション・インストラクショナルのデザインが挙げられる。例えばUXを意識したデザインガイドライン・デザインシステムの策定などに用いられる。
顧客が望むUXを表現し対話と通じたプロダクトデザインをおこなう道具としてユーザーストーリーがある。プロダクトマネジメントやアジャイルソフトウェア開発においてしばしば利用される。

### 基礎付け
ユーザーエクスペリエンスデザインの基礎となる関連分野として、以下のものが上げられる：
- ユーザビリティ
- ヒューマンファクター
- 人間工学
- 認知心理学
- エスノグラフィー（民族誌）
- 情報アーキテクチャ

### ユーザーの多様性とアクセシビリティ
よいユーザーエクスペリエンスを達成するための設計プロセスにおいては、ペルソナ手法のように具体的な想定ユーザー像を設定することが多い。なぜなら、ユーザーエクスペリエンスに影響する要素に「ユーザー特性」があるため、ユーザー像を具体的に十分理解することによって主観的利用品質をよりよく測定・評価でき、ひいては、よりよいユーザーエクスペリエンスを達成しうると考えられるからである。
しかし、そのような「具体的なユーザーを想定した設計」が、一方では「誰でも利用できる設計」の実現から設計者の意識を遠ざけてしまっているのではないかと指摘する専門家もいる。つまり、よいユーザーエクスペリエンスを達成しようと「具体的な想定ユーザー像」を重視する設計アプローチが行き過ぎた結果、「あらゆるユーザーが利用できること」という意味のアクセシビリティは軽視されているのではないかという指摘である。
しばしば「想定外のユーザー」として無視・軽視されやすいのが、いわゆる障害者である。産業界では（しばしば無自覚に・暗黙的に）市場の多数派である健常者を想定して製品の設計を「最適化」しがちだが、その結果として、ある種の障害者にとっては「そもそも利用できない」ような設計になってしまう場合があると指摘される。「想定ユーザー」の経験を重視するあまり、「想定外ユーザー」の経験が無視されているということである。
アメリカ合衆国では、2001年6月25日に施行されたリハビリテーション法第508条によって、連邦政府機関の電子技術や情報技術を身体障害を持つ人でも利用できるようアクセシビリティを確保することが義務付けられている。日本でも、2016年4月1日より障害者差別解消法が施行され、障害者が不利益を被らないようにする合理的配慮が行政機関等に義務付けられている。また、日本を含む先進各国で高齢化が進むなか、視力、聴力、その他の身体能力や認知能力などにおいて、いわゆる「成人健常者」の範疇から逸脱するユーザーの比率は高まっていくことになる。このような社会の要請に応えるため、ユーザーエクスペリエンスだけでなくアクセシビリティにも配慮した設計が必要だと指摘されている。

### 「ユーザーエクスペリエンスのデザイン」に関する複数の観点
「デザイナーはユーザーエクスペリエンスそのものをデザインすることはできるのだろうか」という論点がある。

#### 「デザインできない」という立場
黒須正明によれば、デザイナーはユーザーエクスペリエンスそのものに関わることはできない。言い換えれば、ユーザーエクスペリエンスそのものをデザインすることはできない。
それはなぜかといえば、ユーザーエクスペリエンスに影響する3要素（状況、ユーザー、システム）のうち、デザイナーが設計できるのはシステムに限られるからである。状況とユーザーはデザイナーがコントロールできない。デザイナーは、ユーザーのありようをコントロールできないし、ユーザーの利用状況も（多少はできても、決定的には）コントロールしきれないからである。
デザイナーにできることは、ユーザーエクスペリエンスに影響する要素のうちの1つである「システム」（人工物）を、意図的に設計することだけである。例えば、システム特性としてのユーザビリティを高めるようにユーザーインターフェイスを設計することで、ユーザーエクスペリエンスが向上するだろうと期待することはできる。
しかし、どれだけ注意深く設計されたシステムでも、よいユーザーエクスペリエンスを約束することはできない。デザイナーの想定外のユーザーや、想定外の利用状況においては、よかれと意図された設計が裏目に出ることもあるからである。〔※ユーザーの多様性とアクセシビリティを参照のこと〕

#### 「デザインできる」という立場
安藤昌也によれば、「ユーザーがうれしいと感じる体験となるように、製品やサービスを企画の段階から理想のユーザー体験(UX)を目標にしてデザインしていく取り組みとその方法論をUXデザインと呼ぶ」のであり、ユーザーエクスペリエンスそのものをデザインすることはできる。

## 歴史
ユーザビリティ工学やインタラクションデザイン論の発展史において、ユーザーの主観的価値を重視する必要性から「ユーザーエクスペリエンス」という概念が用いられるようになった。
従来、インタラクティブシステムのユーザーインターフェイス設計においては「ユーザビリティ」が最も重要な指標であった。しかし、2000年ごろから産業界では消費者の主観的側面への注目が高まり、「経験経済」などの議論が盛んになってきた。そのような時代状況において、インタラクティブシステムの研究者や設計者の間にも、「ユーザビリティだけではユーザーにとっての価値を表現しきれていないのではないか」という議論が起こってきた。それを象徴するのが、認知工学やユーザビリティ研究の大家として知られていたドナルド・ノーマンが『エモーショナル・デザイン』(2004)で感性的価値の重視を訴えたことである。そのようにして「ユーザーエクスペリエンス」という概念が用いられるようになっていった。
Jesse James Garrett は2000年に発表した The Elements of User Experience: User-Centered Design for the Web  において、ユーザーエクスペリエンスの「5層モデル」を提示した。このモデルはウェブデザイン分野においてしばしば参照され、広く知られるものになった。
よいユーザーエクスペリエンスを達成するための設計手法においても、従来からユーザビリティ向上のために用いられていたユーザー中心設計の手法を発展させる形で整備されていった。1999年に国際標準化機構 (ISO) で ISO 13407 （インタラクティブシステムの人間中心設計プロセス）が制定された時点では、まだユーザーエクスペリエンスの概念は導入されていなかったが、その後2010年に同規格が ISO 9241-210:2010 （インタラクティブシステムの人間中心設計） として改定された際には、ユーザーエクスペリエンスの概念が導入された。
2012年にはユーザビリティ専門家の国際非営利組織である Usability Professionals Association (UPA) が、 User Experience Professionals Association (UXPA) へと改称した。

## 他分野との関わり

### ユーザーインターフェース
ユーザーインターフェイス（UI）はシステムがユーザーのために有する特性・機能である。UXはシステムの特性により変化するため、UIはUXへ影響を与える。例えば使いづらいアプリUI（システム）はそのサービス体験（UX）の満足感を下げてしまう。すなわち、UIとUXは「原因と結果」の関係である。ゆえにUIデザインはUXデザインの一要素として利用される。

### ユーザビリティ
ユーザビリティはシステムが有する特性・品質の一種である。UXはシステムの特性により変化するため、ユーサビリティはUXへ影響を与える。例えば使いづらい栓抜き（システム）はワインを飲む体験（UX）の満足度を下げてしまう。
設計者にとって設計時に問題になる「設計品質」と、ユーザーにとって利用時に問題になる「利用品質」を分ける。また、外的に計測可能な「客観的品質」と、内的（心理的に）しか測定できない「主観的品質」を分ける。これら2つの区分を組み合わせると、4つの品質特性領域ができる：客観的設計品質、主観的設計品質、客観的利用品質、主観的利用品質。ユーザビリティはユーザビリティテストなどの手段によって外的に測定できる客観的設計品質特性である。

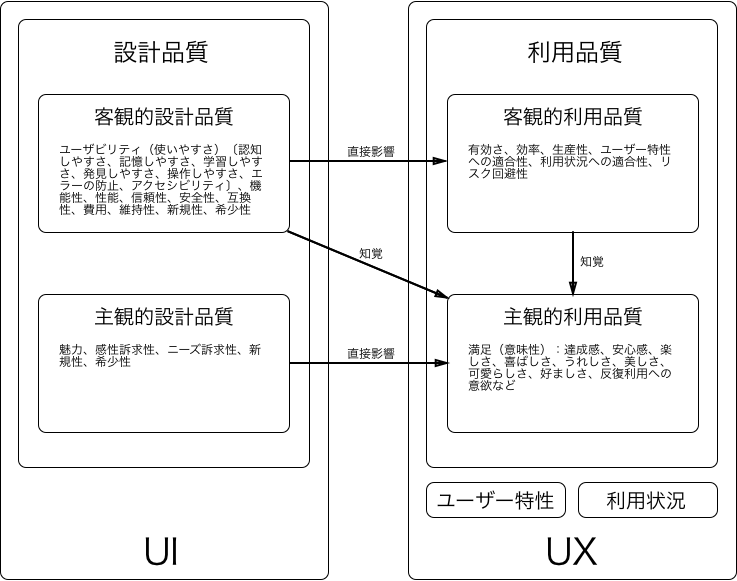
ユーザーインターフェイス(UI)は設計品質に関わる。一方、ユーザーエクスペリエンス(UX)は利用品質、ユーザー特性および利用状況に関わる。〔U-site 黒須教授のユーザ工学講義 設計品質と利用品質を参考に投稿者が作成〕

### 満足
ユーザビリティにおける満足（英: satisfaction）はシステム利用によりユーザのニーズ・期待がどの程度満たされたかに関するユーザの受け止め方（UX）である。すなわちUXの一種である、ニーズ及び期待が満たされている体験が満足である。
ユーサビリティにおける満足はマーケティングにおける顧客満足と非常に類似した概念である。また顧客ロイヤリティとも深い関係がある。